# Suis-je un assassin ?
 (septembre 2013).
Si vous disposez d'ouvrages ou d'articles de référence ou si vous connaissez des sites web de qualité traitant du thème abordé ici, merci de compléter l'article en donnant les références utiles à sa vérifiabilité et en les liant à la section « Notes et références ».
Pour plus de détails, voir Fiche technique et Distribution.
Suis-je un assassin ? (Ich klage an ; litt. « J'accuse ») est un film de procès allemand réalisé par Wolfgang Liebeneiner, sorti en 1941.
Il s'agit d'un film de propagande nazie en faveur de l'euthanasie. Il est présenté à un public averti.

## Synopsis
Hanna Heyt est une femme pleine de vie. Lorsque son mari, le professeur Thomas Heyt, l'appelle au téléphone pour lui dire qu'il a obtenu un poste de directeur d'institut à Munich, elle prépare une fête avec ses amis et ses collègues. Mais elle tombe inexplicablement dans l'escalier de la maison. Lorsqu'elle joue du piano pour les invités, elle sent une crampe à la main et ne peut plus jouer. L'engourdissement ne disparaît pas et le lendemain matin, son mari l'envoie auprès du Dr Lang, un vieil ami du couple. Après des examens, celui-ci lui diagnostique une sclérose en plaques. Il révèle ses soupçons à Thomas qui, effondré, demande l'avis d'un spécialiste. Ce dernier lui explique que la maladie est incurable et conseille de ne rien dire à Hanna pour qu'elle reste optimiste et ne perde pas l'espoir de guérir. Dès lors, après son travail, le professeur reste des heures dans son laboratoire pour découvrir l'agent pathogène de la maladie et les moyens de la guérir.
Mais la maladie de Hanna progresse. Elle se rend compte qu'après sa paralysie de la main, elle peut de moins en moins bouger les bras et les jambes. Elle demande alors au Dr Lang de la « délivrer » quand elle sera très malade. Elle voudrait que son mari soit un jour heureux lorsqu'elle mourra, qu'il puisse se mettre à sa place lorsqu'elle ne sera plus qu'« un fardeau ». Le docteur Lang lui répond que sa demande est contraire à l'éthique. Elle réitère plus tard sa demande à son mari qui essaie de la convaincre d'une guérison rapide.
La maladie aggrave rapidement son état de santé. Une avancée dans les recherches du professeur s'avère finalement infructueuse. Alors que Hanna souffre d'une paralysie respiratoire, elle demande à nouveau à son mari de l'aider à mourir. Celui-ci vole des flacons au Dr Lang et administre à son épouse une dose mortelle. Le docteur est hors de lui, il accuse Heyt d'assassinat et rompt leur amitié. Son beau-frère, Eduard Stretter, le dénonce publiquement.
Dans la procédure pénale pour meurtre, devant les assises, des témoins expriment la « délivrance » de l'épouse et le caractère presque humanitaire de l'acte d'euthanasie. Ces témoignages reflètent en majorité des avis personnels des témoins, sans rapport avec les faits tels qu'il sont connus. Les jurés discutent pendant une pause d'une heure dans les débats, à cause de la venue annoncée du Dr Lang, et d'une chute controversée en salle de consultation. Le président du jury demande la suspension de l'audience car l'affaire est plus compliquée qu'il n'y paraît. Il manque la preuve d'une demande formelle d'aide au suicide de la personne qui allait décéder à l'accusé.
Le docteur Lang, qui initialement n'était pas inculpé, apparaît devant la cour. Confronté à un enfant atteint de troubles mentaux, il a été amené à changer sa façon de penser. Il a tenté par tous les moyens de maintenir en vie un enfant atteint de méningite. Ses parents Marie et Herbert Günther lui ont demandé pourquoi il ne l'a pas laissé mourir, car maintenant il est aveugle et paralysé à la suite du traitement, souffre de troubles mentaux et végète dans une institution. Il avoue une fois de plus la demande de Hanna Heyt.
Le Dr Heyt rompt alors son silence devant les tribunaux et fait un bref plaidoyer pour se défendre. Il veut un jugement qui fera la clarté pour lui-même et les autres cas à venir.

## Fiche technique
- Titre original : Ich klage an
- Titres français : Suis-je un assassin ?[2]
- Réalisation : Wolfgang Liebeneiner assisté de Peter Pewas (de) et de Hilde Vissering
- Scénario : Eberhard Frowein (de), Harald Bratt (de), Hermann Schwenninger (de)
- Musique : Norbert Schultze
- Direction artistique : Fritz Lück (de), Fritz Maurischat
- Photographie : Friedl Behn-Grund
- Son : Hans Grimm, Hermann Storr
- Montage : Walter von Bonhorst (de)
- Production : Heinrich Jonen (de)
- Sociétés de production : Tobis-Tonbild-Syndikat
- Société de distribution : Tobis-Tonbild-Syndikat
- Pays d'origine :  Reich allemand
- Langue : allemand
- Format : Noir et blanc - 1,37:1 - Mono - 35 mm
- Genre : Drame, Propagande
- Durée : 125 minutes
- Dates de sortie :
  -  Reich allemand : 29 août 1941.
  -  Danemark : 10 décembre 1941.
  -  France : 19 décembre 1941.
  -  Suède : 27 février 1942.
  -  Finlande : 20 décembre 1942.

## Distribution
- Paul Hartmann : Professeur Dr Thomas Heyt
- Heidemarie Hatheyer : Hanna Heyt
- Mathias Wieman : Dr Bernhard Lang
- Margarete Haagen : Berta Link
- Charlotte Thiele (de) : Dr Barbara Burckhardt
- Christian Kayßler : Le juge Kriebelmeyer
- Harald Paulsen (de) : Eduard Stretter
- Albert Florath : Prof. Schlüter
- Ilse Fürstenberg : Marie Günther
- Karin Evans (de) : Erna Balg
- Hans Nielsen : Dr Höfer
- Franz Schafheitlin : L'avocat Straten
- Erich Ponto : Prof. Werther
- Otto Graf : Le procureur Engel
- Leopold von Ledebur : Le magistrat Knevels
- Hansi Arnstaedt (de) : Mme Klapper
- Just Scheu : Dr Scheu
- Paul Rehkopf : Le fonctionnaire judiciaire
- Karl Haubenreißer : Schönbrunn

## Histoire
Quelques séquences du film s'inspirent du roman épistolaire Sendung und Gewissen (« Mission et croyance ») de Hellmuth Unger. Le livre parait en 1936 et est republié dans une nouvelle version en 1941. Le titre du film s'inspire d'une phrase de cette seconde édition. Le roman n'a pas d'action directe, aussi Viktor Brack, qui est chargé par la chancellerie du Führer de l'Aktion T4, demande à Hermann Schwenninger de réorganiser le synopsis. Schwenninger souhaite d'abord faire un documentaire sur l'euthanasie. Le projet de scénario contient la scène du tribunal, dans laquelle l'assistant au suicide paraît comme un héros.
Wolfgang Liebeneiner rejette ce premier projet. Il participe au groupe de travail qui écrit le scénario d'un drame, pour atténuer la polémique de l'euthanasie. Le nouveau projet a comme titre Drei Menschen – Ein Film um das Gesetz des Herzens (« Trois hommes - Un film sur la loi du cœur ») et se réfère à un droit à l'euthanasie dont le débat est étouffé en raison des protestations des milieux religieux. Le projet apporte l'élément important d'une relation à trois, entre une femme et deux hommes, et amène le mari docteur à faire face à la mort. Ce projet est aussi réécrit. Plus tard, Liebeneiner nie avoir justifié l'« euthanasie » envers les malades mentaux mais avoue avoir pris en compte le cas d'une « vie indigne ». Le film reprend cette relation à trois, le procès et ajoute l'histoire des parents qui veulent la mort de leur enfant gravement handicapé.
Le thème du film est la mort sur demande. Il est aujourd'hui considéré comme un film de propagande pour l'« euthanasie » nazie, volontaire ou non, et aussi un plaidoyer pour l'assistance au suicide. La mort sur demande est éthiquement différente d'une euthanasie active. Pour le droit allemand, cela est différent d'un homicide involontaire ou d'un meurtre.
L'importance du film est la question d'une « vie indigne ». L'euthanasie apparaît comme un euphémisme, devant l'Aktion T4 qui aboutit au génocide. L'affirmation de Heyt pour « des centaines de milliers de malades sans espoir » amène à ce sens.
La version originale du film - appelée aussi « version ministérielle » par le Ministère du Reich à l'Éducation du peuple et à la Propagande qui lui attribue les labels künstlerisch besonders wertvoll (valeur artistique) et volksbildend (éducation populaire) - est achevée début mai 1941 puis subit de fortes coupures de censure en juillet puis en août 1941 en raison de la lettre pastorale des évêques allemands et de la proclamation de Clemens August von Galen.
La censure concerne des critiques de la réserve religieuse et des scènes bien prosélytes. Elle ne touche pas aux symboles du nazisme. Une expérience d'euthanasie sur un animal n'est pas montrée directement.
Il existe trois versions différentes du film : une aux Archives fédérales, une au Deutsches Filminstitut à Francfort-sur-le-Main et une au musée du film de Potsdam.